# Каргалей
Каргале́й (рос. Каргалей) — село у складі Вадінського району Пензенської області, Росія.
Населення — 396 осіб (2010; 421 у 2002).
Національний склад станом на 2002 рік:
- росіяни — 96 %